# گژگوش ساندومیرسکی
گِژِگوش ساندومیرسکی ([ˈɡʐɛɡɔʂ]؛ زاده ۵ سپتامبر ۱۹۸۹) بازیکن فوتبال اهل کشور لهستان است.
وی سابقه ۳ بازی و ۰ گل ملی برای تیم ملی فوتبال لهستان در کارنامه دارد، همچنین پست تخصصی او، دروازه‌بان است.